# Kanton Delme
Delme  is een voormalig kanton van het Franse departement Moselle. Het kanton maakte deel uit van het arrondissement Château-Salins.
Op 22 maart 2015 zijn de kantons van arrondissement Château-Salins samen met zeven gemeenten van het kanton Verny gefuseerd tot het kanton Saulnois, dat daardoor het gehele arrondissement omvat.

## Gemeenten
Het kanton omvatte de volgende gemeenten:
- Ajoncourt
- Alaincourt-la-Côte
- Aulnois-sur-Seille
- Bacourt
- Baudrecourt
- Bréhain
- Château-Bréhain
- Chenois
- Chicourt
- Craincourt
- Delme (hoofdplaats)
- Donjeux
- Fonteny
- Fossieux
- Frémery
- Hannocourt
- Jallaucourt
- Juville
- Laneuveville-en-Saulnois
- Lemoncourt
- Lesse
- Liocourt
- Lucy
- Malaucourt-sur-Seille
- Marthille
- Morville-sur-Nied
- Oriocourt
- Oron
- Prévocourt
- Puzieux
- Saint-Epvre
- Tincry
- Villers-sur-Nied
- Viviers
- Xocourt